# Religiose delle scuole pie
Le religiose delle scuole pie sono un istituto religioso femminile di diritto pontificio: le suore di questa congregazione, dette anche figlie di Maria o scolopie, pospongono al loro nome la sigla Sch.P.

## Storia

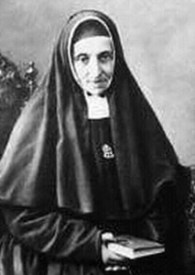
Paola di San Giuseppe Calasanzio Montal Fornés, fondatrice della congregazione

La congregazione venne fondata da Paula Montal Fornés (1799-1889): nel 1829 aprì a Figueras un istituto d'istruzione femminile ispirato alle scuole pie di san Giuseppe Calasanzio. Nel 1846, a Sabadell, introdusse in una delle sue scuole dei padri scolopi che l'aiutarono ad elaborare delle costituzioni ispirate a quelle dell'ordine maschile.
Il 2 febbraio del 1847, con l'approvazione dell'arcivescovo di Barcellona, la Montal e tre compagne fecero la loro professione dei voti religiosi dando formalmente vita al nuovo istituto. Le religiose delle scuole pie ottennero il pontificio decreto di lode nel 1860.
La congregazione si diffuse rapidamente e alla morte della fondatrice contava 346 religiose che gestivano 19 collegi. Paula Montal è stata canonizzata da papa Giovanni Paolo II nel 2001.

## Attività e diffusione
Le religiose delle scuole pie si dedicano all'istruzione nelle scuole di ogni grado e alla gestione di convitti e collegi.
Sono presenti in Europa (Italia, Polonia e Spagna), in Africa (Guinea-Bissau, Guinea Equatoriale e Senegal), in America (Argentina, Bolivia, Brasile, Cile, Colombia, Cuba, Repubblica Dominicana, Ecuador, Messico, Porto Rico e Stati Uniti d'America) e in Asia (Filippine, Giappone e India). La sede generalizia è a Roma.
Al 31 dicembre 2005 l'istituto contava 732 religiose in 108 case.